# Gonatocerus americanus
Gonatocerus americanus is een vliesvleugelig insect uit de familie Mymaridae. De wetenschappelijke naam is voor het eerst geldig gepubliceerd in 1907 door Brues.